# روي ستيوارت (لاعب كرة قدم أمريكية)
روي ستيوارت (بالإنجليزية: Roy Stuart)‏ هو لاعب كرة قدم أمريكية أمريكي، ولد في 25 يوليو 1920 في شوني في الولايات المتحدة، وتوفي في 27 فبراير 2013 في تلسا في الولايات المتحدة.